# Memmingen (stacja kolejowa)
Memmingen – stacja kolejowa w Memmingen, w kraju związkowym Bawaria, w Niemczech. Znajdują się tu 3 perony.